# Calephelis inca
Calephelis inca is een vlindersoort uit de familie van de prachtvlinders (Riodinidae), onderfamilie Riodininae.
Calephelis inca werd in 1971 beschreven door McAlpine.